# シーラ号の謎
『シーラ号の謎』（シーラごうのなぞ、The Last of Sheila）は、1973年のアメリカ合衆国の映画。出演はジェームズ・コバーンなど。

## ストーリー
ハリウッドの映画プロデューサー、クリントンの妻シーラが轢き逃げ事故で死亡した。
一年後、クリントンは疑わしい関係者6人を、妻の名を冠した豪華ヨット“シーラ号”での地中海遊覧クルーズに招待した。
脚本家のトムとその妻で富豪のリー。芸能エージェントのクリスティン。映画監督のフィリップ。女優のアリスとその夫アンソニー。リー以外の5人は事故当日クリントンの家にいた。全員が容疑者である。
クリントンは島々を遊覧しながら毎晩ゲームを行い、この中に必ずいる轢き逃げ犯を炙り出すつもりだった。
6人にそれぞれの「秘密」が書かれたカードが配られる。
ゲームでは、毎晩ヒントが与えられ、島に上陸して証拠を探し、該当するカードを持っている人物を特定するというものであった。
初日のゲームは街中で、二日目はある島の修道院で行われが、夜が明けると修道院でクリントンの死体が発見され、以降のゲームは中止となる。
6人はそれぞれが持っているカードの「秘密」を明らかにして、推理を始める。
その結果、リーが飲酒運転による轢き逃げでシーラを死なせてしまったことを告白。
さらに、そのことで自分を脅迫したクリントンを殺したことも白状した。
こうして事件は解決かと思われたが、その後、シーラ号のキャビンで両手首を切り血まみれになったリーの死体が発見される。

## キャスト
※括弧内は日本語吹替（初回放送1979年7月22日『日曜洋画劇場』）
- クリントン・グリーン：ジェームズ・コバーン（小林清志）
- トム：リチャード・ベンジャミン（堀勝之祐）
- クリスティーン：ダイアン・キャノン
- フィリップ：ジェームズ・メイソン
- アリス：ラクエル・ウェルチ
- リー：ジョーン・ハケット（上田みゆき）
- アンソニー：イアン・マクシェーン
- シーラ・グリーン：イヴォンヌ・ロメイン

## スタッフ
- 監督・製作：ハーバート・ロス
- 製作総指揮：スタンリー・オトゥール
- 脚本：スティーヴン・ソンドハイム、アンソニー・パーキンス
- 撮影：ジェリー・ターピン
- プロダクションデザイン：ケン・アダム
- 美術：トニー・ローマン
- 衣装デザイン：ジョエル・シューマカー
- 編集：エドワード・ウォーシルカ
- 音楽：ビリー・ゴールデンバーグ
- 舞台装置：ジョン・ジャーヴィス